# لوبياء العين السوداء

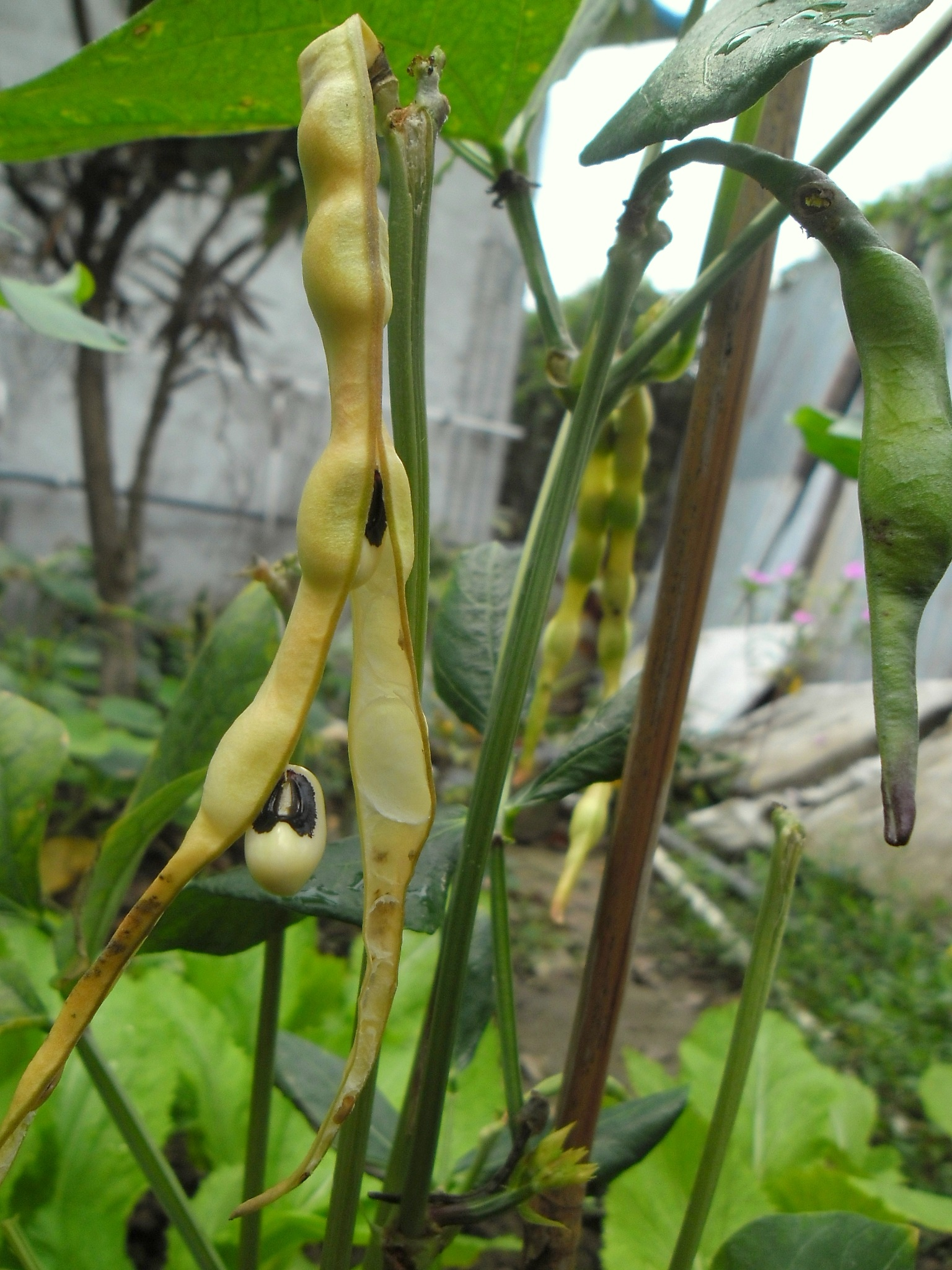
لوبياء ناضجة

اللُوبِيَاء ذات العين السوداء هي بقوليات تزرع في جميع أنحاء العالم لحبوبها المتوسطة الحجم الصالحة للأكل، وهو نوع فرعي من اللوبيا، وهو نبات من العالم القديم يتم استئناسه في إفريقيا، ويطلق عليه أحيانًا اسم اللوبياء. 

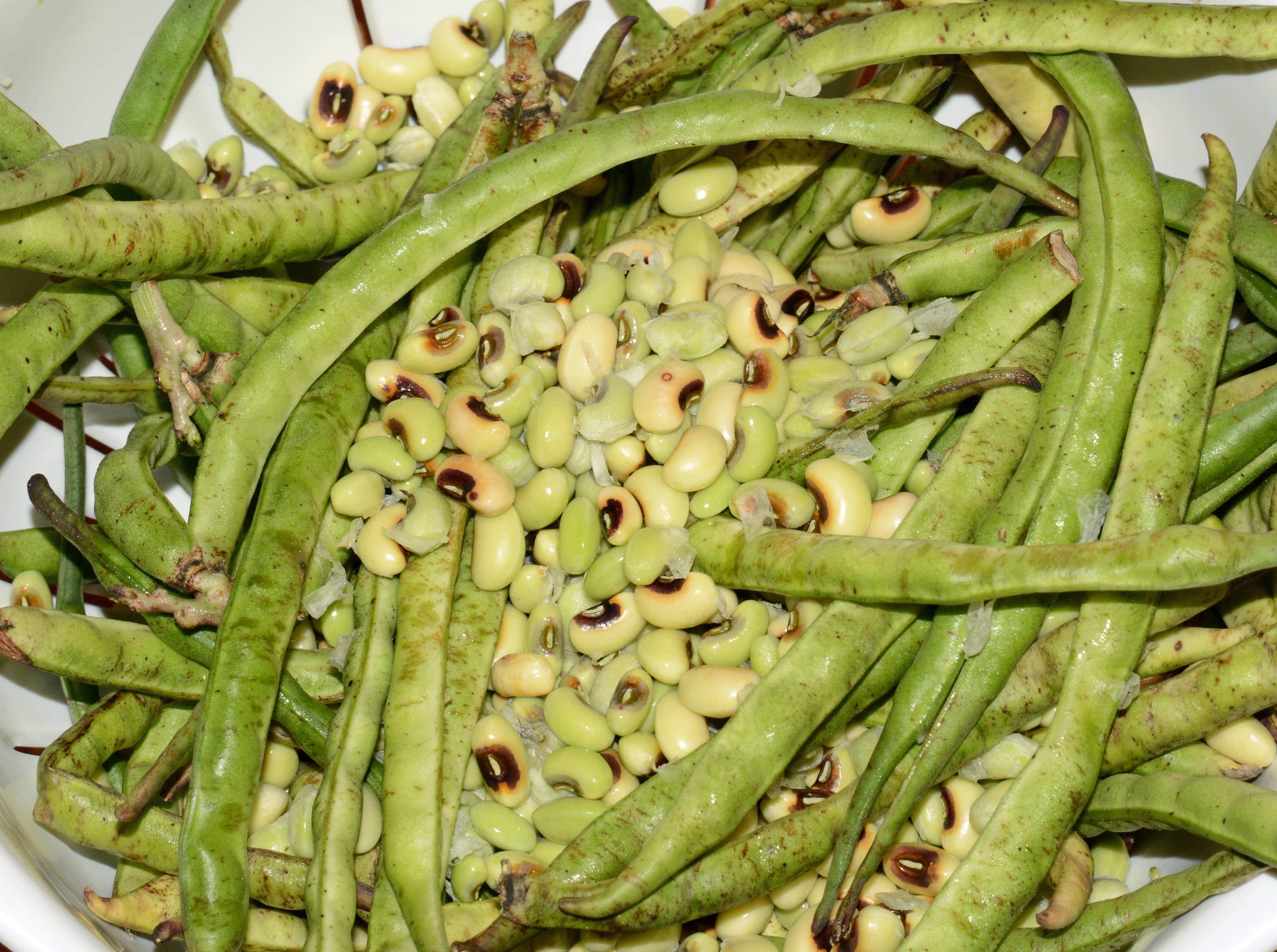
اللوبياء سوداء العين داخل وخارج القشرة